# Protestele împotriva Proiectului Roșia Montană din 2013-prezent

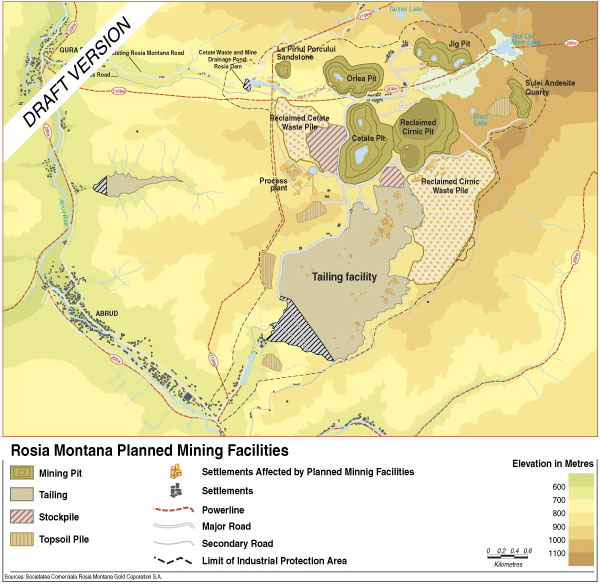
Prezentarea proiectului minier

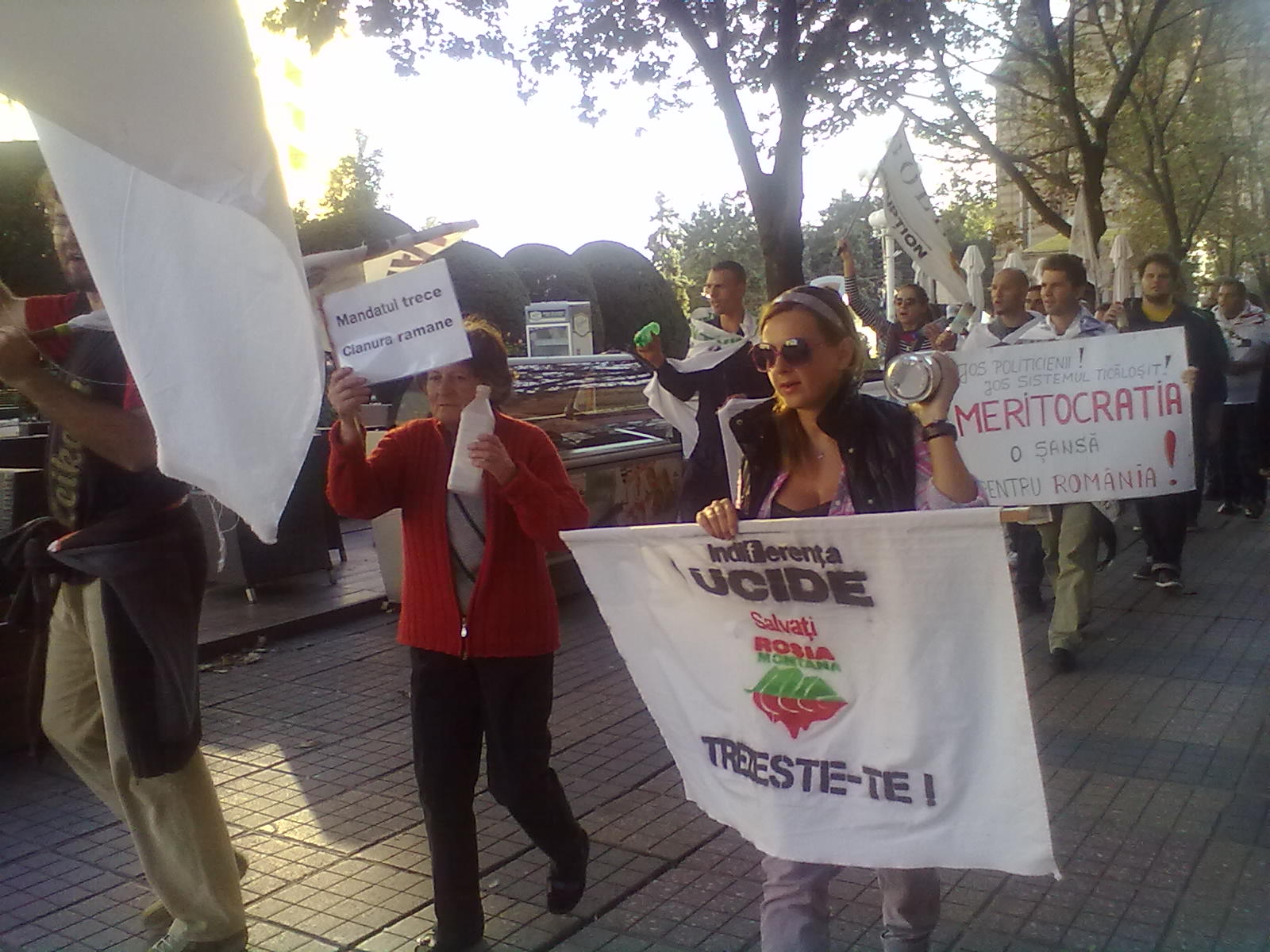
Proteste în Timișoara

Protestele împotriva Proiectului Roșia Montană sunt o serie continuă de proteste în București, Cluj-Napoca, Iași, Timișoara și alte câteva zeci de orașe din România și din străinătate împotriva proiectului minier de la Roșia Montană. Protestatarii spun că proiectul minier ar distruge mediului și patrimoniul de la Roșia Montană și cer retragerea unei legi care ar permite ca acest proiect să înceapă. În București, protestele au loc în fiecare seară, în Piața Universității, și marșuri au loc în fiecare duminică. Conform mai multor surse, acestea sunt cele mai ample proteste din România de la evenimentele din 1990.

## Istoric
Proiectul Roșia Montană a fost inițiat de Roșia Montană Gold Corporation, companie a cărui acționar majoritar este firma canadiană Gabriel Resources. Companiei i-a fost oferită in anul 2000 o licență de exploatare minieră a aurului fără licitație. Proiectul de exploatare de suprafață va folosi cianuri pentru a extrage aurul, iar asta va duce la dispariția a trei sate și distrugerea a patru munți. Dacă proiectul va fi aprobat, aceasta va fi cea mai mare exploatare de suprafață din Europa, și va folosi 12000 de tone de cianuri anual, producând 350 tone de aur și 1500 tone de argint. 
Campania Salvați Roșia Montană a fost inițial organizată de localnicii din Roșia Montană care au refuzat să fie relocați, luptandu-se în instanță cu compania ani de zile. Activiștii susțin că proiectul va cauza un dezastru ecologic, ce va distruge siturile arheologice din vremea romanilor, iar bunurile vor fi deținute de compania canadiană, în timp ce statul român va primi o redeveneță de doar 6%. 
În ultimii 14 ani, compania nu a reușit sa obțină toate aprobările necesare demarării proiectului datorită imposibilității de a se conforma legislației de mediu din România. Social-democrații aflați la guvernare, au promis în campania electorală înainte de alegerile legislative din 2012, că vor stopa proiectul, promisiune uitată odată ce alegerile au fost câstigate. Pentru ca proiectul să poată continua, guvernul României a aprobat un nou proiect de lege la sfârșitul lunii august 2013 și l-au inaintat parlamentului spre a fi supus votului în luna septembrie a aceluiași an. 
Un motiv de îngrijorare a fost faptul că legislația va permite companiei Roșia Montană Gold Corporation să exproprieze forțat locuitorii din Roșia Montană care au refuzat să-și vandă casele și terenurile. Proiectul de lege de asemenea permite stabilirea unor termene pentru ca autoritățile de stat să acorde toate aprobarile necesare demararii proiectului, indiferent de posibilele încălcări ale legislației naționale sau a hotărârilor judecătorești.

## Proteste
Protestele au loc săptamanal, prima zi de proteste fiind duminica 1 septembrie 2013. Până în prezent, protestele majore au avut loc duminica, în zilele din timpul săptămânii având loc proteste locale mai mici, iar sâmbăta fiind rezervată răspândirii de informații despre proteste. Climaxul manifestării are loc duminica, oamenii protestând în orașele mari, numarul acestora crescând de la începutul acestei mișcări.
Protestele au fost organizate în orașe din întreaga țara, mii de oameni participând în special în București și Cluj-Napoca. Proteste au avut loc și în alte colțuri ale Europei, aproximativ 150-200 de activiști români protestând in Londra. Protestele organizate seara, implică blocarea străzilor, folosirea instrumentelor de percuție, cântece și statul în fund pe carosabil. 
Unii protestatari au cerut demisia Presedintelui Traian Băsescu si a prim-ministrului Victor Ponta, ambii susținători ai proiectului Roșia Montană Gold Corporation.
Campania „Salvați Roșia Montană“ e văzută ca fiind cea mai mare mișcare civică din România după Revoluția Română din 1989.
În paralel cu protestele, campania „Salvați Roșia Montană” a lansat o inițiativă națională de audiențe la parlamentari, pentru a le transmite că proiectul de lege încalcă grav Constituția, tratate și convenții internaționale ratificate de România și o serie de Directive europene. Dacă ar fi adoptate în forma propusă, prevederile amintite ar restrânge în mod dramatic drepturi garantate constituțional la proprietate privată, acces liber la justiție, mediu sănătos, moștenire culturală.

## Profilul participanților
Protestatarii provin dintr-o gamă largă de clase sociale: studenți, profesori, preoți, activiști, artiști, ingineri, pensionari și șomeri. Ei nu impărtășesc aceeași ideologie, fiind mai degrabă un amestec heterogen de oameni cu orientări politice de dreapta și de stanga, incluzând conservatori, liberali, anticapitaliști, naționaliști, adepți ai teoriei conspiraționiste etc. Datorită faptului că majoritatea protestatarilor sunt tineri educați, protestele au fost denumite cu diverse ocazii, atât de către critici cât și de către sustinățori, „proteste ale hipsterilor“. 
Protestele nu au o natură ierarhică, nici lideri oficiali, protestatarii s-au organizat pe Facebook. Conform sociologului Mircea Kivu, deși în prima zi a protestelor, 90% dintre protestatari au fost tineri, pe masură ce numarul participanților a crescut în următoarele zile de duminică, procentajul tinerilor a scăzut la doua treimi. 

### Participanți
Printre cei care au participat la protestele din București s-a numarat și prințesa Brianna Caradja, un opozant declarat al proiectului minier. Ea a luat parte, de asemenea, la protestele la nivel national din 2012. Alte figuri publice care au participat la demonstrații au fost: deputatul PDL Theodor Paleologu, care a declarat că se va opune proiectului prin vot în Parlament și solistul trupei de rock Luna Amară, Mihnea Blidariu.
Magor Csibi, director de programe la Fondul Mondial pentru Natură din România, Remus Cernea, Nicușor Dan și Cristian Neagoe, consultant la Fundația Cărturești, sunt doar câteva personalități dintre cei prezenți în timpul protestelor din Piața Universității.

## Reprezentarea în media
Participanții la proteste au acuzat canalele media din țară de blocaj mediatic, susținând că acest fapt s-a datorat sumelor mari de bani pentru publicitate plătite de-a lungul anilor de către Gabriel Resources. Potrivit Forbes România, Roșia Montană Gold Corporation a avut cheltuieli de publicitate în valoare de 5.4 milioane euro (prețuri de catalog) pentru apariții în ziarele românești în decursul ultimilor trei ani, și cheltuieli de aproximativ 550 000 euro pentru reclame TV, anul trecut.
Pe data de 7 Septembrie, mii de persoane au mărșăluit înspre sediul TVR pentru a protesta împotriva cenzurii TVR asupra subiectului, dar nici acest protest nu a fost pezentat în cadrul buletinelor de știri ale canalului.
Cu excepția canalului național de televiziune Digi 24, prima săptămână de proteste nu a fost acoperită de aproape niciunul dintre principalele canale mass-media din țară, ceea ce a dus la o puternică reacție negativă în rândul protestatarilor.
Pe măsură ce protestele au luat amploare, mass-mediei i-a fost imposibil să mai ignore evenimentele. Cu toate acestea, presa a fost în mod constant criticată pentru prezentarea știrilor într-o manieră părtinitoare și deformată, cum ar fi reducerea drastică a numărului activiștilor pentru a sugera o revoltă de mici dimensiuni, sau folosindu-se de personalități TV precum figura populară a lui Mircea Badea, pentru a prezenta protestatarii drept o masă de oameni dezorientați, fără un scop bine definit.
Unele instituții media i-au acuzat pe protestatari și pe ecologiști de câștiguri financiare. De exemplu, Mihai Gâdea de la Antena 3 l-a acuzat pe Horia-Roman Patapievici ca fiind un speculant imobiliar datorită faptului că deține teren la Roșia Montană. Patapievici a răspuns printr-o scrisoare deschisă că el deține doar un metru pătrat de pământ, drept simbol de solidaritate cu oamenii din Roșia Montană și că aceasta nu este o investiție imobiliară. Evenimentul Zilei i-a acuzat pe “activiștii șmecheri din ONG-uri” implicați în proteste că ar fi primit bani de la străini (ca de exemplu bani de la Fundația George Soros Pentru o Societate Deschisă) și că ar fi folosit acești bani pentru a organiza proteste. La fel a lansat și Mihai Gâdea într-unul dintre show-urile sale, un mesaj de insultă la adresa opozanților Proiectului Roșia Montană din Piața Universității. El i-a numit pe protestatari “sclavii lui Băsescu”, adăugând că “mulți dintre voi nu stiți din cauza ketaminei, multă ketamină vă împiedică în a înțelege lucrurile”. El se apără susținând că nu i-a insultat pe protestatari. 
Manifestanții au scandat împotriva a ceea cei ei au perceput drept corupție a presei. Evenimentul Zilei a afirmat că aceasta este parte dintr-o “campanie de dezinformare” care intenționează să “discrediteze mass-media”.

## Concesii
Presedintele Basescu mentionase posibilitatea de a avea un referendum national pe tema proiectului Rosia Montana, dar ulterior el a clarificat ca e doar o posibilitate fara sa insemne neaparat ca el declanseaza un referendum. Pe data de 16 Septembrie Presedintele Basescu i-a cerut Primului Ministru Ponta retragerea legii din Parlament argumentand ca are clauze care incalca constitutia, prezicand ca, daca trece, va fi respins de catre Curtea Constituțională a României.
La data de 9 Septembrie, Primul Ministru Victor Ponta a prezis ca Parlamentul României va respinge legea si ca guvernul va incerca alte modalitati sa creeze locuri de munca in zona. Aceasta stire a condus la scaderea cu 48% a actiunilor Gabriel Resources listate pe bursa din Toronto, iar compania a amenintat ca da in judecata Statul Roman pentru pierderi de 4 miliarde de dolari, daca legea nu trece de Parlament. Mai mult decat atat, Scotia Capital, principalul broker al actiunilor Gabriel Resources a anuntat ca actiunile companiei nu vor mai fi tranzactionate la bursa din cauza presiunii publicului din Romania si din lumea intreaga.
Cu toate acestea, Primul Ministru Ponta si-a schimbat atitudinea in saptamanile care au urmat,la inceput argumentand ca nedemararea proiectului "nu ar fi o mare pierdere pentru Romania", iar o saptamana mai tarziu ca "ar fi un semnal negativ dat investitorilor straini", prin urmare "o catastrofa pentru Romania".
Crin Antonescu, presedintele Partidului National Liberal, a anuntat ca partidul sau se opune proiectului.

## Reacții
Fostul Ministru al Culturii Răzvan Theodorescu a susținut că protestele sunt "un început periculos" și ca contracultura este periculoasă pentru România întrucât protestatarii se opun tuturor partidelor, care argumenteaza el sunt "reprezentanții poporului român". Fostul președinte Ion Iliescu i-a catalogat pe protestatari drept oameni "care nu cunosc mare lucru" despre proiect și ca ei reacționează precum "poeții secolului 19 îngroziți de industrie".
Istoricul Vladimir Tismăneanu a aplaudat protestele, argumentând ca "mobilizarea civica poate opri acțiunile guvernului care sunt dăunatoare pentru societate" și ca "spiritul anului 1990 din Piața Universității s-a întors".
La data de 4 septembrie, Principesa Margareta a României a transmis printr-un comunicat poziția familiei regale față de proiectul Roșia Montană. Casa Regală a României, alături de Academia Română, bisericile Ortodoxa și Catolică, dar și societatea civilă, susține pe orice cale posibilă protejarea și dezvoltarea virtuților și valorilor Roșiei Montane, opunându-se distrugerii naturii prin exploatarea aurului cu cianură.
Victoria Stoiciu, analistă la Fundația Friedrich Ebert, consideră ca aceste manifestații sunt "un fenomen fără precedent din anii 1990" și ca prin ele s-a trecut peste "sufocanta apatie civica în România".
Adrian Sobaru, un angajat al televiziunii publice, care în anul 2010 a sărit de la balconul Camerei Deputaților în semn de protest față de măsurile de austeritate promovate de către Guvernul Boc, a decis, la date de 10 septembrie, în timpul aniversării zilei de naștere a copilului său, să intre în greva foamei. El face apel la depolitizarea televiziunii publice, a radioului public dar și a altor instituții de stat, soluții pentru problema Roșia Montană în acord cu toate promisiunile făcute de alianța USL în timpul campaniei electorale. Federația Română a Jurnaliștilor MediaSind s-a solidarizat cu protestele declanșate de Adrian Sobaru și va informa Federația Europeană a Jurnaliștilor, Parlamentul European și Comisia Europeană despre maniera în care Guvernul Ponta va soluționa problemele invocate de Adrian Sobaru.
Într-o conferință de presă, Președintele Senatului, Crin Antonescu, a spus ca proiectul Roșia Montană nu poate fi susținut, considerând că sentimentul public contrar proiectului este mai important decat datele tehnice. În aceeași maniera, Emil Boc, primarul orașului Cluj-Napoca, dar și fost prim ministru, a declarat la data de 4 septembrie într-o conferință de presă, că cere retragerea din Parlament a legii privitoare la proiectul Roșia Montană pentru ca este neconstituțional. Boc argumentează că proiectul oferă unei companii private puteri publice care trebuie sa aparțina doar guvernului și autorităților publice. Aceeași opinie a fost exprimată și de președintele Traian Băsescu, care de asemenea și-a exprimat dorința ca responsabilitatea pentru proiect sa fie atribuită agențiilor statului. Europarlamentarul liberal Renate Weber a precizat ca ea este pregatită să reprezinte statul român într-un posibil proces cu Roșia Montană Gold Corporation, argumentând ca RMGC este de felul celor care "lovește și fuge".
La data de 24 septembrie, Mihăiță Calimente, șeful Comisie Parlamentare de Control al Serviciului de Informații Externe, a susținut ca ONG-uri finanțate de Soros au funcționat ca un catalizator în cadrul protestelor și ca ele pot fi "un pericol la adresa securității naționale".
În cadrul camapaniei comunității online Avaaz, peste 68,000 de oameni au semnat o petiție prin care este cerută retragerea proiectului minier. Petiția va fi trimisă ministrului român al mediului, Rovana Plumb. De asemenea, Greenpeace România a anunțat pe pagina sa oficială ca peste 12,000 de oameni cer parlamentarilor să nu aprobe "dezastruoasa" lege pentru Roșia Montană.
Oxford Analytica, o firmă internațională de consultanță care furnizează analize strategice a evenimentelor din lume, consideră că protestele au aruncat guvernul în dezordine și ar putea declanșa căderea lui.

### Implicarea Serviciului Român de Informații
Directorul Serviciului Roman de Informații, George Maior și directorul Serviciului de Informații Externe, Teodor Meleșcanu, au fost audiați, pe data de 30 septembrie, de către comisia parlamentară de supraveghere în legătură cu subiectul Roșia Montană.
George Maior a afirmat că proiectul Roșia Montană este o temă de securitate națională, adăugând că SRI a supravegheat astfel încât niște „structuri anarhiste” să nu deturneze mișcarea legitimă de protest. El a accentuat faptul că Serviciul a oferit, în perioada 1999-2013, 500 de informații pe această temă.
În aceeași zi, Dan Șova, ministrul delegat pentru proiecte de infrastructură de interes național și investiții străine a menționat, printre altele, că licența de funcționare pentru Roșia Montană a fost acordată RMGC-ului la cerința băncilor și burselor canadiene. Șova a mai spus că RMGC ar putea acționa statul român în judecată la o Curte de Arbitraj pentru a cere ca statul român să fie obligat să elibereze avizul pentru începerea exploatării.

### Proteste în favoarea proiectului minier
Proteste în favoarea proiectului minier au avut loc în Roșia Montană și localitățile înconjurătoare, însă la o scală mai mică, numărul protestatarilor nedepășind câteva sute. Acestea au fost în mare măsură aranjate de RMGC cu sprijinul administrației locale. 33 de muncitori s-au blocat într-un muzeu turistic al mineritului din Roșia Montană la 300 metri sub pământ amenințând că vor începe greva foamei de frica faptului că locurile de muncă vor fi pierdute dacă planurile de minerit nu vor fi puse în aplicare. Aceștia au cerut prezența primului ministru Victor Ponta și a liderului PNL Crin Antonescu. Pe data de 15 septembrie, primul ministru a coborât în subteran pentru a discuta cu protestatarii, având ca rezultat încetarea grevei.
Ion Cristoiu într-un articol din ziarul Evenimentul Zilei, a susținut că această coborâre a lui Ponta în mină a fost un „spectacol dezgustător”, amintindu-i de propaganda lui Nicolae Ceaușescu și că Victor Ponta a fost un simplu actor într-o reclamă Roșia Montană Gold Corporation.
Cu ocazia Zilei Minerului, 50 de primari din Munții Apuseni au trimis guvernanților și parlamentarilor un apel cerându-le să se permită începerea proiectului de exploatare minieră a aurului.